# Małgorzata Niemczyk
Małgorzata Barbara Niemczyk (Łódź, 25 ottobre 1969) è una politica ed ex pallavolista polacca.
Giocava nel ruolo di schiacciatrice.

## Carriera
La carriera professionistica di Małgorzata Niemczyk, figlia di Andrzej Niemczyk, allenatore di pallavolo, e Barbara Hermel, anch'essa giocatrice di pallavolo, vincitrice della medaglia di bronzo ai Giochi olimpici del 1968, inizia nella stagione 1992-93 con il Polickie Stowarzyszenie Piłki Siatkowej Chemik Police, nella PlusLiga polacca, dove resta per tre annate, vincendo due scudetti e tre coppe di Polonia; nello stesso periodo entra a far parte della nazionale polacca.
Nell'annata 1995-96 viene ingaggiata dallo SSK Calisia Kalisz, a cui resta legata per quattro stagioni e con cui si aggiudica altri due scudetti e tre coppe nazionali. Per la stagione 1999-00 gioca per il Pilskie Towarzystwo Piłki Siatkowej di Piła, vincendo un ennesimo campionato e coppa di Polonia.
Per la stagione 2000-01 si trasferisce in Italia, vestendo la maglia del Romanelli Volley di Firenze, in Serie A1: tuttavia nella stagione successiva ritorna in patria per difendere i colori dell'AZS AWF Poznań, nel quale milita per due annate; con la nazionale vince la medaglia d'oro al campionato europeo 2003, prima affermazione della Polonia nella competizione continentale.
Dopo un'annata al Türk Telekom GSK di Ankara, nella stagione 2004-05 torna a giocare in Italia per il Santeramo Sport, neopromossa in Serie A1; per il campionato successivo è nel club russo del Volejbol'nyj Klub Tulica. Nel 2006 annuncia il ritiro dalla squadra nazionale.
Ritorna in Polonia con il Gdański Klub Sportowy Gedania, disputando la stagione 2006-07, mentre in quella successiva viene ingaggiata dal Klub Sportowy Budowlani Łódź, ottenendo la promozione in massima serie al termine del campionato 2008-09 e vincendo la Coppa di Polonia 2009-10: al termine della sua terza stagione con il club di Łódź, annuncia il suo ritiro dalla pallavolo.

## Impegno politico
Nel 2010 è stata eletta consigliera del Voivodato di Łódź e dall'anno successivo siede alla Camera dei deputati polacca.

## Palmarès

### Club
- Campionato polacco: 5

1993-94, 1994-95, 1996-97, 1997-98, 1999-00
- Coppa di Polonia: 8

1992-93, 1993-94, 1994-95, 1995-96, 1997-98, 1998-99, 1999-00, 2009-10